# Bekchan Gojgerejev
Bekchan Gojgerejev (rusky Бекхан Гойгереев) nebo (anglicky Bekkhan Goygereyev (Goigereev)) (* 22. května 1987 v Chasavjurtu, Dagestán, Sovětský svaz) je ruský zápasník volnostylař dagestánské (čečenské) národnosti. Zápasení se začal věnovat v dětství v Bammatjurtu pod vedením Olchosur Mintulajeva a později pod vedením Vachy Ibrajchanova. Řadu let patřil do širší juniorské reprezentace Ruska. Do užšího výběru mu pomohl úspěch na Univerziádě v Kazani v roce 2013, kde získal první místo. Na podzim téhož roku vybojoval titul mistra světa v maďarské Budapešti.